# Andrea Gabbriellini
Andrea Gabbriellini (Molina di Quosa, 1933) è un pittore, scultore e incisore italiano. Surrealista, conosciuto per il suo eclettismo, Enzo Carli e Tommaso Paloscia lo definirono uno degli artisti visivi toscani più importanti del Novecento.

## Biografia
Dopo aver studiato all'Istituto tecnico commerciale Antonio Pacinotti, interrompe a ventitré anni gli studi economici all'Università di Pisa per dedicarsi all'arte, dopo esservisi avvicinato nel 1952. Si sposa nel 1958 e, per sostenere la propria famiglia, per vari anni divide la pittura con altri lavori. Ciò non gli impedisce però di cessare le sue attività artistiche: le sue opere ottengono i primi premi, unitamente a riconoscimenti di rilievo, e presto inizia a venire considerato da vari critici uno tra gli artisti emergenti di maggior prospettiva nel panorama dell'arte contemporanea italiana. La sua prima mostra personale viene curata da Luigi Servolini presso la Galleria del Forte a Forte dei Marmi nel 1962. Nel 1964 vince il primo premio al Premio nazionale Marina di Ravenna, a quel tempo considerato il principale concorso estemporaneo italiano.

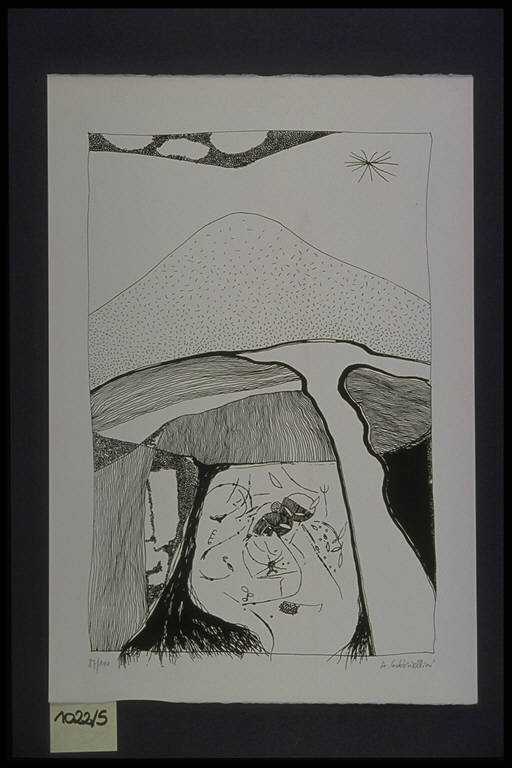
Paesaggio, serigrafia, 1971.

Tra gli anni cinquanta e settanta fece la conoscenza a New York di alcuni protagonisti delle avanguardie americane e a Milano si confronta con i Nouveaux Realistes come Yves Klein. Pur avvicinandosi agli ideali in quel momento in voga negli USA e in Francia, volontariamente non aderisce ad alcuna corrente, prediligendo il creare isolato le proprie opere nei suoi studi in Toscana.
Dopo essere stato inserito in vari cataloghi Bolaffi come uno dei maggiori artisti italiani, nel 1975, dopo la partecipazione alla Biennale di Barcellona, precipita in una lunga crisi, che aveva già dato le prime avvisaglie nel 1972 mentre partecipava al Panorama della Grafica Contemporanea al Museo Puskin di Mosca. Da essa si risolleva nel 1986, dopo un lungo periodo di isolamento in cui si era ritirato, durante il quale bruciò un gran numero di opere, avendone rifiutato il risultato.
Sono oltre 50 le personali tenute in gallerie, pinacoteche e musei di vari Paesi del mondo e numerosissime le partecipazioni a rassegne, fiere d'arte, expo, mostre e premi nazionali e internazionali. In Toscana gli sono state dedicate varie personali pubbliche. Tra le ultime: la città di Pisa a Palazzo Lanfranchi (1991, 2003 e 2004), la città di Pontedera al Centro per l'Arte "O. Cirri" (2003), il Consiglio regionale della Toscana a Palazzo Panciatichi di Firenze (2004), la città di Lucca a Villa Bottini (2006) e al Museo Piaggio (2008).
Tra i musei e le pinacoteche che custodiscono le sue opere si ricordano: Moderna Museet di Stoccolma, Museo Español de Arte Contemporáneo di Madrid, Musèe National d'Art Moderne di Parigi, Museum of Modern Art di New York, Museo Puškin di Mosca, Museo MA*GA di Gallarate, Pinacoteca civica e galleria d'arte contemporanea di Jesi, Galleria nazionale d'arte moderna e contemporanea di Roma. il Museo d'Arte Moderna de Il Cairo, il Centro per l'arte contemporanea Luigi Pecci di Prato e alla Pinacoteca del Consiglio regionale della Toscana di Palazzo Panciatichi a Firenze.

## Stile

Gabbriellini (a sinistra) con Gillo Dorfles

Autodidatta, basa dagli inizi la sua intera produzione sulla ricerca linguistica. Secondo Gillo Dorfles, la sua produzione spazia dagli inizi figurativi, segnati da influssi post-impressionistici e macchiaioli, a opere sempre più più astratte e sperimentali, partendo dalla ritrattistica d’occasione alle più estreme conseguenze della aniconicità. Fondando le sue applicazioni sui vari sistemi di elementi che costituiscono "strutture espressive", le sue opere vengono raggruppate secondo i suoi momenti creativi, dallo stesso artista denominati "cicli", come: Esplorazioni, Solitudini, Giardini, Simboli, Andromeda, Crisi, Pagine, Living space, Barriere (durante la quale, Enzo Carli lo definì «uno dei più validi artisti italiani contemporanei»), Frantumazioni, Incantesimi, Spazi necessari, Barriere 2, Frantumazioni 2, Cartoni graffiati, Sculture dipinte, Spazi. Dal 1952 sulla ricerca linguistica attraverso un percorso artistico che dopo un iniziale periodo figurativo, segnato da influssi post-impressionistici e macchiaioli, si fece sempre più astratto e sperimentale a parte la ritrattistica d’occasione.
Oltre alla pittura, si dedica alla scultura, realizzando opere prevalentemente in ferro, dipinte e assemblate con tecniche che comprendono l’uso di fili in acciaio saldati, compressioni e recuperi, ispirandosi all'ambiente dell’impresa industriale nella provincia di Pisa. In una di queste aziende, l’artista allestisce uno spazio denominato “Spazio necessario”, concepito come luogo di riflessione e dialogo tra intellettuali, critici e imprenditori. Le installazioni presenti in questo spazio sono grandi matite in legno di quasi tre metri e  compressioni ferree intitolate Struggle, Freedom, Explosion e Ascension rimandano alla strutturazione del pensiero e all’autonoma valenza estetica degli oggetti d’uso industriale.